# Hack Simpson
Harold Alfred "Hack" Simpson, född 26 juni 1910, död 30 mars 1978, var en kanadensisk ishockeyspelare.
Simpson blev olympisk guldmedaljör i ishockey vid vinterspelen 1932 i Lake Placid.